# Botriógeno
El botriógeno es un mineral de la clase de los minerales sulfatos. Fue descubierta en 1815 en Falun (Suecia), siendo nombrada así del griego botrus (racimo de uvas) y genos (tener), en alusión al aspecto que tenían los primeros especímenes botroidales. Sinónimos poco usados son: alcaparrosa amarilla, botrita, botryita, botryogenita, palacheíta o quetenita.

## Características químicas
Es un Hidroxisulfato pentahidratado de hierro y magnesio.

## Formación y yacimientos
Se forma como mineral secundario, que puede encontrarse en gran abundancia, por alteración a partir de la pirita, especialmente en climas áridos.
Suele encontrarse asociado a otros minerales como: copiapita, amarantita, hohmannita, coquimbita, voltaíta, pickeringita, epsomita, yeso o calcantita.